# 陳觀陽
陳觀陽（1591年—1659年），字賓之，南直隶镇江府丹徒縣京口人。明朝政治人物。

## 生平
天啓元年（1621年），陳觀陽中式辛酉科应天乡试举人，天啓五年（1625年）登乙丑科進士，任应天府儒學教授。其父蒙冤而死，陳觀陽写血书呈情诉冤，孫達始伏法。不久，转南京国子监助教，升北京户部主事，奉命纂修全国赋役全书，三月告成。
崇祯二年（1629年），清兵入關襲擾，京師戒嚴。陳觀陽分守安定门。又救大灾，条上五大要。转为吏部主事，當時，李长庚任吏部尚书，观阳告以「汲引正人，预储边材」，不能用。李長庚去職後，闵洪学繼任，南司农郑三俊考满至，陳觀陽以三俊负清望為由，請求為其增秩荫子，闵洪学不悦。会兵部员外郎華允誠疏纠洪学，洪学認為華允誠、陳觀陽二人同鄉且鄉試同年，懷疑陳觀陽參與其中，遂對其愈發不滿。陳觀陽於是引疾归里，不久以在考功司時诖误被捕，下诏狱。年餘方得澄清，罢归。时乌程温体仁当国，洪学力修前怨也。甲申交章荐，起擬补原官，不就。安居十余年，卒年六十九岁。

## 事跡
观阳为人平易谦谨，居官以古道自持，在部時，有某给事门揖不如例，辄还，改正曰：毋使此礼自我与公坏也。其小节不苟如此。

## 家族
祖陈文，宁波府同知。父陈肖，邑诸生，授徒扬州宗氏。肖教弟子严，为门下宗孙达毒死。时子观阳甫十六岁，誓报父仇，宗氏百计展脱，江都知县姚祚端持之甚坚，巡按御史某謂姚曰：宗于法当死，但宗止此一孫。对曰：陳生止此一父。御史默然。经三检，历十九年得沥奏，冤始伸。